# Jamie Chua
Jamie Chua (Singapore, 24 ottobre 1973) è un'imprenditrice, stilista e blogger singaporiana.

## Biografia
Ha lavorato come assistente di volo per le Singapore Airlines. Dopo aver sposato il magnate indonesiano Nurdian Cuaca, ha smesso di lavorare per le compagnie aeree e si è unita al marito in affari, con un'azienda di scarpe chiamata Cloud 9 Lifestyle. Nel 2007 ha aperto la prima boutique di scarpe Manolo Blahnik nel sud-est asiatico presso l'Hilton Hotel. Ne ha aperta un'altra al Marina Bay Sands nel 2010.
Jamie Chua gestisce dal 2015 la sua linea di prodotti per la cura della pelle, Luminous1 by Jamie Chua. È co-proprietaria di Q Aesthetics Clinic e testimonial del marchio.

## Vita privata
Dal matrimonio con Cuaca, sono nati due figli, Calista e Cleveland. Nel 2010, dopo 15 anni di matrimonio, Jamie si è separata dal marito e nel 2011 i due hanno divorziato.